# Danh sách nhân vật khách mời trong Kaizoku Sentai Gokaiger

Các nhân vật anh hùng tái xuất hiện trong bộ phim điện ảnh Gokaiger Goseiger Super Sentai 199 Hero Daikessen.

Dưới đây là danh sách nhân vật khách mời trong Kaizoku Sentai Gokaiger, những nhân vật thuộc về 34 series Super Sentai trước đó, tái xuất trong dịp kỉ niệm series Super Sentai thứ 35.

## Nhân vật chính diện
Nhiều nhân vật chính diện, bao gồm các chiến binh và đồng minh của họ, đã nhiều lần xuất hiện trước mặt các Gokaiger, ban cho họ sức mạnh, cung cấp thông tin hay thậm chí là chiến đấu bên cạnh họ.
| Tên thật                  | Danh hiệu        | Series gốc                 | Tập phim xuất hiện                                                                                         | Diễn viên                     |
| ------------------------- | ---------------- | -------------------------- | --- | ----------------------------- |
| Kaijo Tsuyoshi            | Akarenger        | Himitsu Sentai Goranger    | Tập 1 (trong Legend Taisen) 199 Hero Daikessen (ảo ảnh) Tập 51                                             | Naoya Makoto                  |
| Aka Red                   | Aka Red          | GoGo Sentai Boukenger      | 199 Hero Daikessen (trong Legend Taisen) Tập 2, 8, 15, 16, 21, 37, 47 (hồi tưởng) Tập 38 (trong mơ) Tập 51 | Furuya Toru (lồng tiếng)      |
| Ozu Kai                   | Magi Red         | Mahou Sentai Magiranger    | Tập 2, 3                                                                                                   | Hashimoto Atsushi             |
| Marika Reimon             | Deka Yellow      | Tokusou Sentai Dekaranger  | Tập 5 | Kinoshita Ayumi               |
| Doggie Kruger             | Deka Master      | Tokusou Sentai Dekaranger  | Tập 5 199 Hero Daikessen (trong Legend Taisen + tiểu cảnh)                                                 | Inada Tetsu (lồng tiếng)      |
| Banban Akaza              | Deka Red         | Tokusou Sentai Dekaranger  | Tập 5 | Sainei Ryuji                  |
| Jan Kandou                | Geki Red         | Juken Sentai Gekiranger    | Tập 7 | Suzuki Hiroki                 |
| Master Xia Fu             |                  | Juken Sentai Gekiranger    | Tập 7 | Nagai Ichirō (lồng tiếng)     |
| Shishi Kakeru             | Gao Red          | Hyakujuu Sentai Gaoranger  | Tập 9 | Kaneko Noboru                 |
| Shiba Kaoru               | Hime Shinken Red | Samurai Sentai Shinkenger  | Tập 11, 12, Go-Busters VS. Gokaiger                                                                        | Natsui Runa                   |
| Tanba Toshizo             |                  | Samurai Sentai Shinkenger  | Tập 11, 12                                                                                                 | Matsuzawa Kazuyuki            |
| Kyosuke Jinnai            | Red Racer        | Gekisou Sentai Carranger   | Tập 14 | Kishi Yūji                    |
| Alata                     | Gosei Red        | Tensou Sentai Goseiger     | 199 Hero Daikessen                                                                                         | Chiba Yudai                   |
| Eri                       | Gosei Pink       | Tensou Sentai Goseiger     | 199 Hero Daikessen                                                                                         | Satoh Rika                    |
| Agri                      | Gosei Black      | Tensou Sentai Goseiger     | 199 Hero Daikessen                                                                                         | Hamao Kyosuke                 |
| Moune                     | Gosei Yellow     | Tensou Sentai Goseiger     | 199 Hero Daikessen                                                                                         | Niwa Mikiho                   |
| Hyde                      | Gosei Blue       | Tensou Sentai Goseiger     | 199 Hero Daikessen                                                                                         | Ono Kento                     |
| Banba Sokichi             | Big One          | J.A.K.Q. Dengekitai        | 199 Hero Daikessen (trong Legend Taisen + ảo ảnh)                                                          | Miyauchi Hiroshi              |
| Ozu Isamu                 | Wolzard Fire     | Mahou Sentai Magiranger    | 199 Hero Daikessen (trong Legend Taisen)                                                                   | Isobe Tsutomu (lồng tiếng)    |
| Signalman                 | Signalman        | Gekisou Sentai Carranger   | 199 Hero Daikessen (trong Legend Taisen) Tập 51                                                            | Ōtsuka Houchū (lồng tiếng)    |
| Zubaan                    | Zubaan           | GoGo Sentai Boukenger      | 199 Hero Daikessen (trong Legend Taisen)                                                                   | Seki Tomokazu (lồng tiếng)    |
| Tani Chiaki               | Shinken Green    | Samurai Sentai Shinkenger  | 199 Hero Daikessen (trong Legend Taisen + tiểu cảnh + ảo ảnh)                                              | Suzuki Shogo                  |
| Umemori Genta             | Shinken Gold     | Samurai Sentai Shinkenger  | 199 Hero Daikessen (trong Legend Taisen + tiểu cảnh + ảo ảnh)                                              | Sohma Keisuke                 |
| Saki Royama               | Go-on Yellow     | Engine Sentai Go-Onger     | 199 Hero Daikessen (trong Legend Taisen + tiểu cảnh + ảo ảnh) Con Tàu Ma Bay (bóng ma)                     | Aizawa Rina                   |
| Satorou Akashi            | Bouken Red       | GoGo Sentai Boukenger      | 199 Hero Daikessen (trong Legend Taisen + tiểu cảnh + ảo ảnh) Tập 21                                       | Takahashi Mitsuomi            |
| Daigoro Oume              | Denzi Blue       | Denshi Sentai Denziman     | 199 Hero Daikessen (trong Legend Taisen + tiểu cảnh + ảo ảnh) Gokaiger VS. Gavan                           | Ohba Kenji                    |
| Tenkasei Ryo              | Ryu Ranger       | Gosei Sentai Dairanger     | 199 Hero Daikessen (trong Legend Taisen + tiểu cảnh + ảo ảnh) Tập 33                                       | Wada Keiichi                  |
| Kodou Koume               | Deka Pink        | Tokusou Sentai Dekaranger  | 199 Hero Daikessen (trong Legend Taisen + tiểu cảnh + ảo ảnh)                                              | Kikuchi Mika                  |
| Kanpei Kuroda             | Goggle Black     | Dai Sentai Goggle-V        | 199 Hero Daikessen (trong Legend Taisen + ảo ảnh)                                                          | Haruta Jun'ichi               |
| Rei Tachibana             | Dyna Pink        | Kagaku Sentai Dynaman      | 199 Hero Daikessen (trong Legend Taisen + ảo ảnh)                                                          | Sakamoto Ryōsuke              |
| Riki Honoo                | Red Turbo        | Kousoku Sentai Turboranger | 199 Hero Daikessen (trong Legend Taisen + ảo ảnh)                                                          | Riki Honoo                    |
| Amachi Nozomu             |                  | Tensou Sentai Goseiger     | 199 Hero Daikessen                                                                                         | Nakamura Sakuya               |
| Mikoto Nakadai            | Abare Killer     | Bakuryū Sentai Abaranger   | Tập 18 | Tanaka Koutaro                |
| Ryouma                    | Ginga Red        | Seijuu Sentai Gingaman     | Tập 20 | Maehara Kazuki                |
| Hyuuga                    | Kuro Kishi       | Seijuu Sentai Gingaman     | Tập 20 | Ogawa Teruaki                 |
| Masturi Tatsumi           | Go Pink          | Kyuukyuu Sentai GoGo-V     | Tập 23 | Shibata Kayoko                |
| Miu Suto                  | Go-on Silver     | Engine Sentai Go-Onger     | Con Tàu Ma Bay (bóng ma) Tập 51                                                                            | Sugimoto Yumi                 |
| Kegalesia                 |                  | Engine Sentai Go-Onger     | Con Tàu Ma Bay (bóng ma) Gokaiger VS. Gavan                                                                | Oikawa Nao                    |
| Shiina Yousuke            | Hurricane Red    | Ninpuu Sentai Hurricaneger | Tập 25, 26                                                                                                 | Shioya Shun                   |
| Nanami Nono               | Hurricane Blue   | Ninpuu Sentai Hurricaneger | Tập 25, 26                                                                                                 | Nagasawa Nao                  |
| Bitou Kouta               | Hurricane Yellow | Ninpuu Sentai Hurricaneger | Tập 25, 26                                                                                                 | Yamamoto Kohei                |
| Yuki Gai                  | Black Condor     | Chōjin Sentai Jetman       | Tập 28 | Wakamatsu Toshihide           |
| Sanjo Yukito              | Abare Blue       | Bakuryuu Sentai Abaranger  | Tập 29 | Tomita Sho                    |
| Sanjō (Imanaka) Emiri     | Abare Pink       | Bakuryuu Sentai Abaranger  | Tập 29 | Nishijima Michi               |
| Ohara Joh                 | Yellow Lion      | Choujuu Sentai Liveman     | Tập 30 | Nishimura Kazuhiko            |
| Hoshino Goro              | Oh Red           | Chouriki Sentai Ohranger   | Tập 31, 32                                                                                                 | Shishido Masaru               |
| Maruo Momo                | Oh Pink          | Chouriki Sentai Ohranger   | Tập 31, 32                                                                                                 | Satō Tamao                    |
| Esumi Sōsuke              | Go-on Red        | Engine Sentai Go-Onger     | Tập 35, 36                                                                                                 | Furuhara Yasuhisa             |
| Bomper                    |                  | Engine Sentai Go-Onger     | Tập 35, 36                                                                                                 | Nakagawa Akiko (lồng tiếng)   |
| Engine Speedor            |                  | Engine Sentai Go-Onger     | Tập 35, 36                                                                                                 | Namikawa Daisuke (lồng tiếng) |
| Engine Bus-on             |                  | Engine Sentai Go-Onger     | Tập 35, 36                                                                                                 | Egawa Hisao (lồng tiếng)      |
| Engine Bearrv             |                  | Engine Sentai Go-Onger     | Tập 35, 36                                                                                                 | Inoue Miki (lồng tiếng)       |
| Date Kenta                | Mega Red         | Denji Sentai Megaranger    | Tập 39 | Ōshiba Hayato                 |
| Domon                     | Time Yellow      | Mirai Sentai Timeranger    | Tập 40 | Izumi Shūhei                  |
| Moriyama Honami           |                  | Mirai Sentai Timeranger    | Tập 40 | Yoshimura Tamao               |
| Moriyama Mirai            |                  | Mirai Sentai Timeranger    | Tập 40 | Komiya Asuka                  |
| Akebono Shiro             | Battle Kenya     | Battle Fever J             | Tập 44, Gokaiger VS. Gavan                                                                                 | Ohba Kenji                    |
| Ninjaman                  | Ninjaman         | Ninja Sentai Kakuranger    | Tập 45, 46                                                                                                 | Yao Kazuki (lồng tiếng)       |
| Tsuruhime                 | Ninja White      | Ninja Sentai Kakuranger    | Tập 45 | Hirose Satomi                 |
| Bae                       |                  | Juken Sentai Gekiranger    | Gokaiger VS. Gavan                                                                                         | Ishida Akira (lồng tiếng)     |
| Trinoid #12: Yatsudenwani |                  | Bakuryuu Sentai Abaranger  | Gokaiger VS. Gavan                                                                                         | Tsukui Kyōsei (lồng tiếng)    |
| Maboroshi no Gekkou       |                  | GoGo Sentai Boukenger      | Gokaiger VS. Gavan                                                                                         | Ginga Banjō (lồng tiếng)      |
| Kaze no Shizuka           |                  | GoGo Sentai Boukenger      | Gokaiger VS. Gavan                                                                                         | Yamasaki Mami                 |
| Yogostein                 |                  | Engine Sentai Go-Onger     | Gokaiger VS. Gavan                                                                                         | Yanada Kiyoyuki (lồng tiếng)  |
| Kitaneidas                |                  | Engine Sentai Go-Onger     | Gokaiger VS. Gavan                                                                                         | Madono Mitsuaki (lồng tiếng)  |
| Vancuria                  |                  | Mahou Sentai Magiranger    | Gokaiger VS. Gavan                                                                                         | Watanabe Misa (lồng tiếng)    |
| Hiba Takayuki             | Vul Eagle II     | Taiyou Sentai Sun Vulcan   | Tập 49, 51                                                                                                 | Godai Takayuki                |
| Hayate Sho                | Change Griffon   | Dengeki Sentai Changeman   | Tập 49 | Kazuoki                       |
| Dai                       | Green Flash      | Choushinsei Flashman       | Tập 49 | Uemura Kihachiro              |
| Akira                     | Blue Mask        | Hikari Sentai Maskman      | Tập 49 | Hirota Issei                  |
| Hoshikawa Remi            | Five Yellow      | Chikyuu Sentai Fiveman     | Tập 49, 51                                                                                                 | Narushima Ryo                 |
| Goushi                    | Mammoth Ranger   | Kyōryū Sentai Zyuranger    | Tập 50, 51                                                                                                 | Umon Seiju                    |
| Amachi Shūichirou         |                  | Tensou Sentai Goseiger     | Tập 50 | Yamada Rui LIII               |
| Yamazaki Yuka             |                  | Mahou Sentai Magiranger    | Tập 50 | Hirata Kaoru                  |
| Ozu Houka                 | Magi Pink        | Mahou Sentai Magiranger    | Tập 51 | Beppu Ayumi                   |
| Tatsumi Shou              | Go Green         | Kyukyu Sentai GoGo-V       | Tập 51 | Harada Atsushi                |
| Tenjūsei Shoji            | Tenma Ranger     | Gosei Sentai Dairanger     | Tập 51 | Hamura Ei                     |
| Tenjisei Kazu             | Qilin Ranger     | Gosei Sentai Dairanger     | Tập 51 | Tsuchiya Keisuke              |

## Nhân vật phản diện
Trong suốt series và các phim điện ảnh, nhóm Gokaiger đã nhiều lần đối mặt với nhiều nhân vật phản diện cũ, kẻ thù của các Super Sentai trước đây. Một số nhân vật được thiết kế lại, trong khi một số có hình dạng và sức mạnh như cũ.
| Tên | Tên tiếng Nhật | Thuộc tổ chức | Series gốc                | Tập phim xuất hiện | Diễn viên                    |
| --- | --- | --- | ------------------------- | ------------------ | ---------------------------- |
| Hắc Thập Tự Vương Hắc Thập Tự Tổng thống (tên gốc) Hắc Thập Tự Cự Nhân (dạng khổng lồ) | 黒十字王 Kuro Jūji Ō 黒十字総統 Kuro Jūji Sōtō 黒十字巨人 Kuro Jūji Kyojin | Hắc Thập Tự Quân | Himitsu Sentai Goranger   | 199 Hero Daikessen | Kamiya Akira (lồng tiếng)    |
| Hắc Thập Tự Burajira Đấng Cứu Tinh Burajira Đấng Cứu Tinh (tên gốc) Buredoran Sao Chổi (Warstar) Buredoran Chupacabra (U Ma Thú) Buredo-RUN Cyborg (Matrintis) Huyết tế Buredoran (Gedoushu) | 黒十字の救星主ブラジラ Kuro Jūji no Kyūseishu Burajira 救星主のブラジラ Kyūseishu no Burajira 彗星のブレドラン Suisei no Buredoran チュパカブラの武（ブ）レドラン Chupakabura no Buredoran サイボーグのブレドRUN Saibōgu no Buredoran 血祭のブレドラン Chimatsuri no Buredoran | Hộ Tinh Thiên Sứ (trước đây) Warstar (trước đây) U Ma Thú (trước đây) Matrintis (trước đây) Gedoushu (trước đây) Burajira Đấng Cứu Tinh | Tensou Sentai Goseiger    | 199 Hero Daikessen | Tobita Nobuo (lồng tiếng)    |
| Hắc Thập Tự Thủ tướng Ô Nhiễm Yogoshimacritein Thủ tướng Ô Nhiễm Yogoshimacritein (tên gốc)                                                                                                  | 黒十字の総裏大臣ヨゴシマクリタイン Kuro Jūji no Sōridaijin Yogoshimakuritain 総裏大臣ヨゴシマクリタイン Sōridaijin Yogoshimakuritain | Gaiark | Engine Sentai Go-onger    | 199 Hero Daikessen | Yanada Kiyoyuki (lồng tiếng) |
| Chirakasonne | チラカソーネ Chirakasōne | Gaiark | Engine Sentai Go-onger    | 199 Hero Daikessen |                              |
| Kireizky | キレイズキー Kireizukī | Gaiark | Engine Sentai Go-onger    | 199 Hero Daikessen |                              |
| Hắc Thập Tự Minh Phủ Thần Dagon Minh Phủ Thần Dagon (tên gốc) | 黒十字の冥府神ダゴン Kuro Jūji no Meifushin Dagon 冥府神ダゴン Meifushin Dagon | Infershia | Mahou Sentai Magiranger   | 199 Hero Daikessen | Ōtsuka Akio (lồng tiếng)     |
| Ifrit | イフリート Ifurīto | Infershia | Mahou Sentai Magiranger   | 199 Hero Daikessen |                              |
| Cyclops | イクロプス Saikuropusu | Infershia | Mahou Sentai Magiranger   | 199 Hero Daikessen |                              |
| Vua Sáng Tạo Ryuuwon | 創造王リュウオーン Sōzōō Ryūōn | Jaryuu | GoGo Sentai Boukenger     | Tập 21             | Morita Junpei (lồng tiếng)   |
| Dã Cầu Giả Diện | 野球仮面 Yakyū Kamen | Hắc Thập Tự Quân | Himitsu Sentai Goranger   | Con Tàu Ma Bay     | Nagai Ichirō (lồng tiếng)    |
| Agent Abrella | エージェント・アブレラ Ējento Aburera | Alienizer | Tokusou Sentai Dekaranger | Con Tàu Ma Bay     | Nakao Ryūsei (lồng tiếng)    |
| Chi Cốt Shitari | 骨のシタリ Hone no Shitari | Gedoushu | Samurai Sentai Shinkenger | Tập 40             | Chō (lồng tiếng)             |
| Metal-A Điệp viên | エージェントのメタルA（アリス） Ējento no Metaru Arisu | Matrintis | Tensou Sentai Goseiger    | Tập 40             | Inoue Marina (lồng tiếng)    |
| Đại Đế Monsu Doreiku | 大王モンス・ドレイク Daiō Monsu Doreiku | Warstar | Tensou Sentai Goseiger    | Gokaiger VS. Gavan |                              |
| Kinggon Bigfoot | ビッグフットの筋（キン）グゴン Biggufutto no Kingugon | U Ma Thú | Tensou Sentai Goseiger    | Gokaiger VS. Gavan |                              |
| Robogōgu 10sai | 10（テン）サイのロボゴーグ Tensai no Robogōgu | Matrintis | Tensou Sentai Goseiger    | Gokaiger VS. Gavan |                              |